# Timiaouine
Timiaouine là một đô thị thuộc tỉnh Adrar, Algérie. Dân số thời điểm năm 2002 là 4.206 người.